# Неудачное
Неудачное (укр. Неудачне) — село в Казанковском районе Николаевской области Украины.
Население по переписи 2001 года составляло 107 человек. Почтовый индекс — 56010. Телефонный код — 5164. Занимает площадь 0,604 км².

## Местный совет
56010, Николаевская обл., Казанковский р-н, с. Кашировка, ул. Алхимова, 2